# トヨクモノ
トヨクモノ（豊雲野）は、日本神話に登場する神。

## 概要
『古事記』では豊雲野神、『日本書紀』では豊斟渟尊（トヨクムヌ）と表記される。
『古事記』において神世七代の第二代の神とされ、『日本書紀』では天地開闢に登場する神世七代の第三代の神とされる。また神世七代の最後の独神である。
「豊かな（＝トヨ）雲（＝クモ、ノ）」の意であり、雲を神格化した存在とされる。
『古事記』原文にはアクセントの注記があり、「雲」は音を上げて発音するため、神名は「豊雲、野」ではない。従って名義は「豊かな野で、雲の覆う野」と考えられる。

## 記述
『古事記』では、神代七代の二番目、国之常立神の次に化生したとしている。国之常立神と同じく独神であり、すぐに身を隠したとある。
『日本書紀』本文では、天地開闢の後、国常立尊、国狭槌尊の次の三番目に豊斟渟尊が化生したとしており、これらの三柱の神は男神であると記している。
第一の一書では、国常立尊・国狭槌尊の次の三番目に化生した神を豊国主尊（とよくにぬしのみこと）とし、別名がして豊組野尊（とよくむののみこと）、豊香節野尊（とよかぶののみこと）、浮経野豊買尊（うかぶののとよかふのみこと）、豊国野尊（とよくにののみこと）、豊齧野尊（とよかぶののみこと）、葉木国野尊（はこくにののみこと）、見野尊（みののみこと）であると記している。「豊」がつく名前が多く、豊雲野神・豊斟渟尊と同一神格と考えられている。第二から第六の一書には、同一神とみられる神名は登場しない。
『古事記』・『日本書紀』とも、これ以降、豊雲野神が神話に登場することはない。

## 祀る神社
- 物部神社　境内　神代七代社（島根県大田市川合町）
- 忌部神社（島根県松江市東忌部町）
- 穂見諏訪十五所神社（山梨県北杜市長坂町）
- 熊野速玉大社（和歌山県新宮市新宮）
- 宮浦宮（鹿児島県霧島市福山町）
- 埜神社（愛知県豊田市野口町）
- 大縣神社　境内　大国恵比須神社（愛知県犬山市宮山）
- 荒橿神社（栃木県芳賀郡茂木町）
- 二荒山神社　境内　十二社（栃木県宇都宮市馬場通り）
- 胸形神社（栃木県鹿沼市村井町）
- 三明神社（愛知県犬山市字内久保）